# هادي شاهو
هادي شاهو (بالألبانية: Hadi Shehu‏) هو ممثل ألباني، ولد في 15 فبراير 1949 في جاكوفا في كوسوفو، وتوفي بنفس المكان في 12 مارس 2017.

## وصلات خارجية
- هادي شاهو على موقع IMDb (الإنجليزية)